# Carl von Bassewitz-Levetzow
Carl Heinrich Ludwig Graf von Bassewitz-Levetzow (* 3. März 1855 in Schwerin; † 23. Februar 1921 in Bristow) war Präsident des Staatsministeriums des Großherzogtums Mecklenburg-Schwerin.

## Herkunft
Carl von Bassewitz-Levetzow entstammte dem gräflichen Geschlecht Bassewitz, das zum mecklenburgischen Uradel zählt. Seine Eltern waren Carl Graf von Bassewitz (* 16. Februar 1821; † 5. Mai 1873) und Ina von Bülow (* 12. Januar 1827; † 5. Oktober 1900), einer Tochter des Oberhofmarschalls Jaspar Friedrich von Bülow. 1861 erbte sein Vater das Majorat Kläden mit Pertinenzien von seinem Onkel Alexander von Levetzow, was zur Namens- und Wappensvereinigung von Bassewitz-Levetzow führte.

## Leben
Nach der Gymnasialzeit in Stendal und an der Johann-Heinrich-Voß-Schule in Eutin studierte Carl an der Ruprecht-Karls-Universität Heidelberg. 1875 wurde er im Corps Saxo-Borussia Heidelberg aktiv. Nach drei Semestern trat er in das 1. Garde-Dragoner-Regiment „Königin Viktoria von Großbritannien und Irland“ in Berlin. Unter gleichzeitigem Übertritt zu den Reserveoffizieren verließ er es 1879.
Nach einer in Briefen an seine Mutter dokumentierten mehrmonatigen Reise durch Ägypten, Palästina und die Türkei kehrte er 1880 zurück, um seine mecklenburgischen Güter Bristow, Glasow, Grube und Tessenow zu verwalten. Später wurde er außerdem Fideikommissherr der altmärkischen Güter Kläden und Darnewitz im Kreis Stendal. Zwischen 1887 und 1899 übernahm er zudem für die verwaisten zehn Kinder seines Vetters Henning Graf von Bassewitz (Prebberede) die Bewirtschaftung der Güter Prebberede, Jahmen, Grieve, Wesselstorf und Drüsewitz. 1892 wurde er zum mecklenburg-schwerinschen Kammerherrn ernannt. 1893 war er Deputierter der mecklenburgischen Ritterschaft auf dem Landtag. 1899 wurde er Landrat im Herzogtum Güstrow. 1901 ernannte ihn Großherzog Friedrich Franz IV. zum Staatsminister. Daneben übte er das Amt des Ministers für auswärtige Angelegenheiten aus. Beide Ämter hatte er bis 1914 inne.

## Familie
Am 17. Juli 1885 heiratete er in Tressow Margarete, geb. Gräfin von der Schulenburg (1864–1940), mit der er fünf Kinder hatte, darunter Werner Graf von Bassewitz-Levetzow und Ina Marie (1888–1973), die mit Prinz Oskar von Preußen, dem 5. Kind Wilhelms II., verheiratet war.
Seine Schwester Ina Gräfin von Bassewitz (1850–1940) war Diakonisse und (seit 1891) Oberin des Stifts Bethlehem in Ludwigslust. Der Abgeordnete Bernhard von Bassewitz-Levetzow war sein Bruder. Wilhelm von Oertzen und Detlof von Oertzen waren seine Neffen.